# Stella (película de 2023)
Stella (título internacional: Stella. A Life, título provisional: Last Song for Stella, título original en alemán: Stella. Ein Leben) es un largometraje alemán dirigido por Kilian Riedhof. El drama histórico se basa en la historia de Stella Goldschlag (1922-1994), una judía alemana que trabajó como informante de la Gestapo durante la Segunda Guerra Mundial y localizó a judíos escondidos. Paula Beer asumió el papel principal. 
El estreno fue en septiembre de 2023 en el Festival de Cine de Zúrich.    

## Argumento
La joven Stella Goldschlag crece en Berlín durante la dictadura nazi. La atractiva rubia es el flechazo de todos sus compañeros de su escuela judía. Sueña con una carrera como cantante de jazz, junto con su amigo Manfred Kübler (Damian Hardung) y otras personas con ideas afines, interpretan canciones de Cole Porter y otros iconos de la época. Con la llegada de los nazis al poder su vida cotidiana cambia paulatinamente. Aunque la aspirante a cantante de jazz vive y actúa en medio de la dictadura nazi, todavía es plenamente capaz de llevar una vida hedonista en la escena artística y cultural de Berlín. A medida que aumentan las pruebas de las atrocidades del régimen   Stella se muestra implacable y reprime el horror que se está extendiendo en Alemania: En su mundo, todo gira en torno a ellos y anteponen la música y la interpretación a todo lo demás. El hecho de que ella misma corra un alto riesgo le parece de importancia secundaria. Ya en ese momento Stella muestra una tendencia al egocentrismo y es indiferente al sufrimiento de los demás. Esto también lo sufre su marido, al que apenas le presta atención y que no parece tener ningún significado real para ella. Pero luego la situación cambia: En lugar de apariciones glamorosas en el escenario, el trabajo duro en las fábricas está a la orden del día.  Cuando tiene que esconderse con sus padres Toni y Gerd en 1943, su vida se convierte en una tragedia. La familia es denunciada y capturada por la Gestapo, y Stella es torturada. Para salvarse a sí misma y a sus padres de la deportación al campo de concentración de Auschwitz, comienza a traicionar sistemáticamente a otros judíos asumiendo la función de "Greiferin" ("capturadora"). Desde septiembre de 1943 hasta el final de la Segunda Guerra Mundial, Stella entregó a cientos de compañeros judíos a la Gestapo. 

## Antecedentes

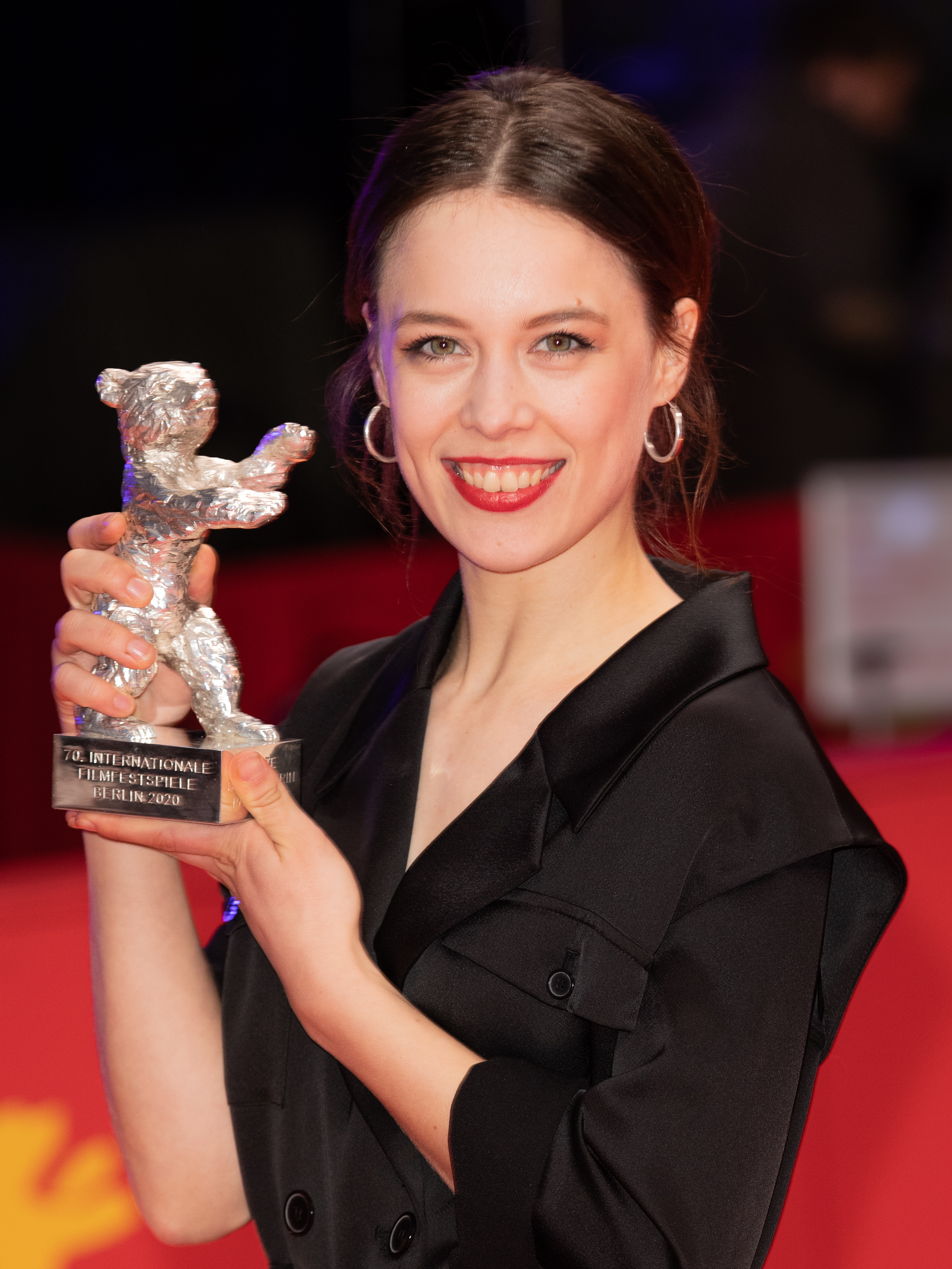
La actriz Paula Beer asumió el papel de Stella Goldschlag

Para Kilian Riedhof es Stella. el sexto largometraje realizado como director de cine. Escribió el guion junto con Marc Blöbaum y Jan Braren basándose en la vida de Stella Goldschlag (1922-1994). Ha estado trabajando con ambos en la cinematografía desde 2011,  más recientemente en su película en francés No tendréis mi odio (2022). Riedhof quedó fascinado por la historia de Goldschlag debido a su complejidad. "Stella es una perpetradora pero también una víctima y desafía cualquier simple atribución en blanco y negro", dice Riedhof. “Stella es una mujer joven y moderna, de esas que podrían existir hoy. Sueña con una carrera brillante y busca su destino en el mundo. Una hedonista, pero con una vaguedad ética que tiene consecuencias desastrosas en las condiciones del llamado Tercer Reich. Cómo esta mujer inicialmente inocente se convierte en perpetradora es algo que no podíamos dejar pasar”. Se suponía que la película informaría radicalmente desde la perspectiva del personaje principal. El guion se basó en nuestra propia investigación sobre los dos procesos judiciales contra Goldschlag en 1946 y 1957. Riedhof, Blöbaum y Braren observaron escrupulosamente el orden cronológico de los acontecimientos para lograr la “mayor precisión histórica posible”. “Cualquier momento especulativo o conscientemente ficticio hubiera socavado la autenticidad del personaje de Stella y, por tanto, también la clasificación de su crimen. Si se diluyera el contenido verificable de una historia tan explosiva, sería históricamente irresponsable”, afirmó Riedhof. Stella debe ser “particular, subjetiva e inmediata” y dar una señal. “En tiempos de creciente radicalismo de derecha, nos vemos obligados a cuestionar nuestra postura y reconocer claramente nuestra humanidad. Si evitamos esto, puede tener consecuencias fatales para nosotros. “La historia de Stella debería ser una advertencia para nosotros sobre esto”, afirmó el director. 
El caso ya se había tratado en términos literarios en 1992, cuando Peter Wyden, un antiguo compañero de clase de Goldschlag, publicó el libro Stella. Se basó no sólo en sus recuerdos, sino también en conversaciones con Goldschlag y 150 testigos contemporáneos más. El libro ha sido reeditado repetidamente. Goldschlag también fue el personaje principal de una pieza premiada de la Ópera de Neukölln de Berlín (Stella – Das blonde Gespenst vom Kurfürstendamm, 2016).  La publicación de la novela Stella de Takis Würger en 2019 generó un acalorado debate. Se cuestionó críticamente la responsabilidad del autor de crear “una figura histórica para mostrar la visión sesgada, a veces kitsch, de una mujer dudosa”. 
El proyecto cinematográfico se dio a conocer al público en junio de 2019, entonces bajo el título provisional Last Song for Stella. Al principio ya estaba segura la participación de la actriz alemana Paula Beer en el papel principal y del camarógrafo Benedict Neuenfels.  Riedhof ya había trabajado con Neuenfels en las premiadas producciones televisivas Homevideo (2011) y El caso Barschel (2016). Los costes de producción de la película se estimaron entonces en más de ocho millones de euros. El compositor Peter Hinderthür debía combinar títulos de jazz de los años 30 y 40 con música de cine que reflejara el mundo interior de Stella. 
El rodaje tuvo lugar de septiembre a noviembre de 2021 en Berlín, Hamburgo, Baviera, Viena y Renania del Norte-Westfalia. 

## Elenco
- Paula Beer: Stella Goldschlag
- Katja Riemann:Toni Goldschlag
- Lukas Miko: Gerhard Goldschlag
- Jannis Niewöhner: Rolf Isaakson
- Bekim Latifi: Aaron Salomon
- Damian Hardung: Manfred Kübler
- Maeve Metelka: Inge Lustig
- Joel Basman: Johnny
- Nikolai Will: Hombre de la Gestapo
- Roland Silbernagl: Funcionario judío
- Gabriele Schulze: Prisionero viejo
- Robin Sondermann: Kurz
- Ulrich Schmissat: Dr. Schreyer, dentista de la policía
- Daniel Holzberg: Padre de familia judío
- Nuri Yildiz: Prisionero judío
- Rony Herman: Heinz Gottschalk
- Joshua Jaco Seelenbinder: Cioma Schönhaus
- Artur Sorokin: Prisionero judío
- Lea Marie Meier: Heimchen
- Niklas Mitteregger: Schwöbel
- Peter Miklusz: Heinrich
- Jeanette Spassova: Sra. Rotholz
- Benjamin Morik: Marido
- Christian Tillmanns: miembro de la familia judía
- Werner Wilkening: Conradi
- Anke Fuenfstueck: Asistente dental del Dr. Schreyer (no acreditada)
- Christian Skibinski: Trabajador (no acreditado)

## Estreno
El estreno en los cines alemanes tuvo lugar el 18 de enero de 2024. Majestic Film es responsable de la distribución, mientras que Global Screen lo es de la distribución global. 

## Recepción
Oliver Armknecht, film-rezensionen.de, opina: "Los límites entre perpetradores y víctimas se difuminan, Stella y Rolf son ambas cosas. Esto es fácil de condenar desde la seguridad de la butaca del cine, especialmente cuando traicionan a todos sus conocidos. Pero la ambivalencia siempre permanece. También queda la pregunta implícita, que incluso aparece detallada en el póster: “¿Qué hubieras hecho?” 
Lilli Hövener, critic.de, critica la estética de la película y la falta de profundidad psicológica "En realidad, una confrontación violenta con los nacionalsocialistas debería ser una razón realista para la deserción de Stella y, por tanto, explicar su complicidad. Sin embargo, Riedhof se pierde en una sobrecompensación escenificada, permitiendo que la violencia física que sufre Stella, ahora una delincuente de poca monta y falsificadora de pasaportes, después de su arresto por los nazis, se convierta en un horror altamente estetizado. Lo que es particularmente macabro es cómo Riedhof continúa con la narración después de la excesiva representación de la violencia que divide la trama en dos. Stella se convierte en una delincuente despiadada que, junto con su marido Rolf Isaaksohn (Jannis Niewöhner), deambula por Berlín como Bonnie y Clyde, siempre buscando nuevas víctimas a las que entregar. En imágenes demasiado estilizadas, la pareja se mueve por la ciudad, denunciando a sus compañeros judíos y disfrutando de bienes robados ilegalmente. El hecho de que Stella haya tenido que soportar una tortura violenta, que supuestamente sirvió de motivación para su complicidad, se deja completamente de lado y la película cuenta la historia de una pareja de delincuentes sofisticados y encantadores." 
Bianka Piringer, Spielfilm.de, considera también que la "[...] la película no se acerca realmente a Stella, sino que la deja enigmática. No intenta interpretar audazmente su psique y evita localizar más claramente sus motivos en la frialdad helada o en la defensa contra el sufrimiento. Se puede lamentar esta reticencia. Stella Goldschlag sigue siendo un ejemplo horrible, pero bastante inexplorado, de lo que el régimen nazi podía hacerle a la gente." 